# Chiesa di San Michele (Lucca)
La chiesa di San Michele è una chiesa di Lucca che si trova in località Antraccoli.

## Storia e descrizione
Fondata nel 777, un più ampio edificio sostituì nel XII secolo il primitivo insediamento, modificato poi nel Cinquecento. La chiesa medievale (di cui si conserva parte del perimetro e del paramento murario della zona absidale) fu rialzata, la copertura a capriate sostituita da una volta, fu anteposto alla facciata un portico e fu rinnovato anche l'assetto interno. Da notare due tele della scuola di Zacchia il Vecchio (San Gregorio Magno tra i Santi Giuseppe, Luca, Sebastiano e Rocco, e San Frediano tra i Santi Antonio Abate e Barbara). Una tela di Alessandro Ardenti (la Natività) nasconde un affresco con la Madonna in trono e due angeli, della fine del Trecento. Di esso esiste una replica su tavola degli inizi del Cinquecento. Il campanile, di stile tardo barocco fu costruito alla fine del XVIII secolo ed è sormontato da una calotta come altri della Lucchesia. Ospita al suo interno un doppio di quattro campane in Mi3 calante, fuse dalla fonderia Lera (le due mezzane sono preesistenti mentre la grande e la piccola sono del 1946).

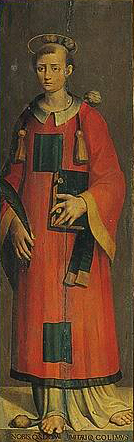
Uno dei dipinti conservati all'interno
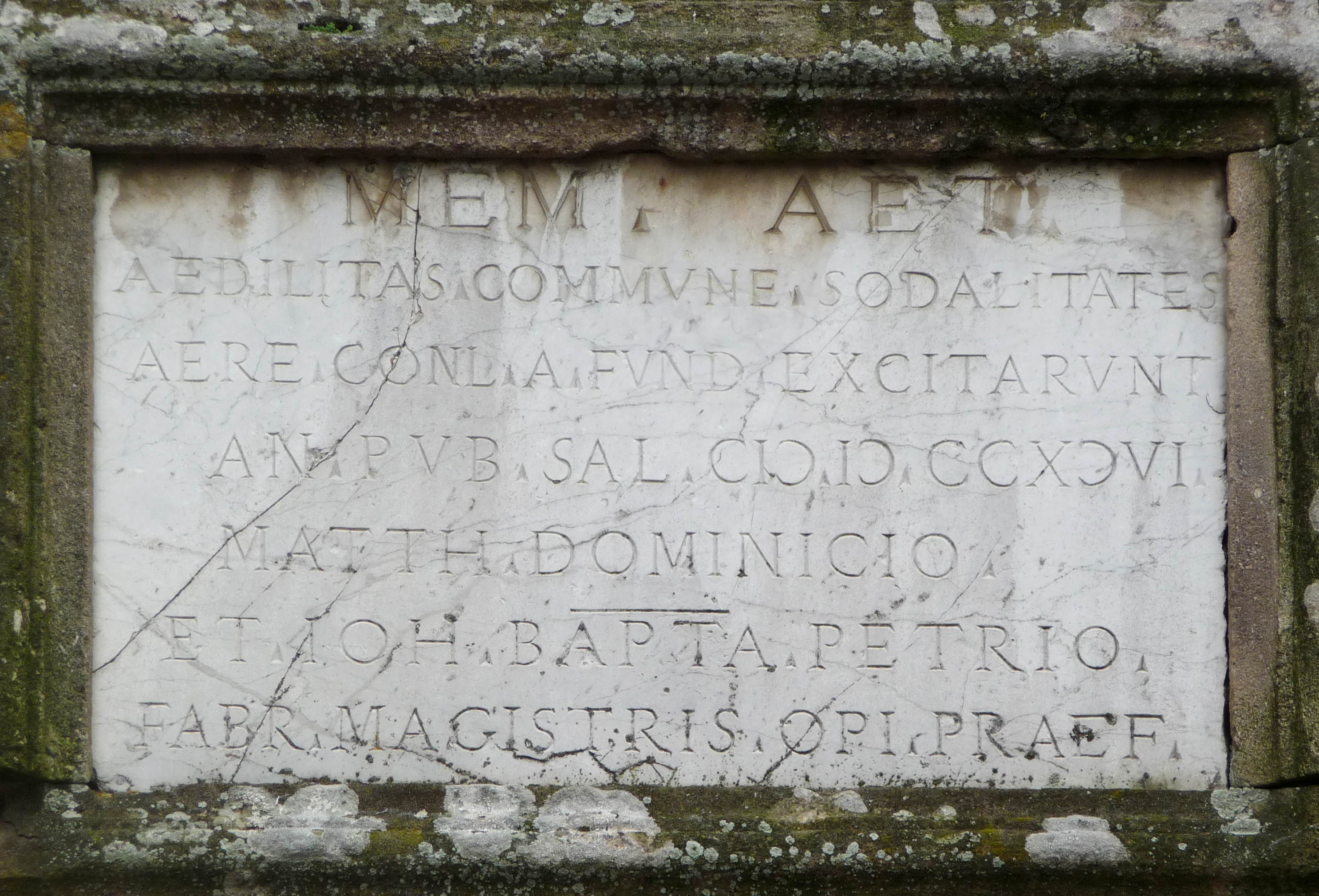
Iscrizione sul campanile